# Бошњачка народна странка

## Предсједник
Оснивач и предсједник Бошњачке народне странке је Мујо Муковић.

## Оснивање
Полазећи од чињенице да је политичка сцена у Санџаку, а посебно у оквиру бошњачке националне заједнице, таква да у највећој мјери није у стању адекватно одговорити на постојеће изазове, а забринути за даљи развој прилика у Санџаку и региону 15. јануара 2012. године у Новом Пазару основана је Бошњачка народна странка (БНС).

## Програмска начела
Имајући у виду дугогодишњу друштвену, економску и политичку кризу; неодговорност и неспособност тада актуелне власти да на демократски и миран начин рјешава нагомилане проблеме; забрињавајуће стање у области очувања националног, вјерског и културног идентитета и унапређења колективних права Бошњака, као и даље подјеле и паралелизам националних институција, а посебно покушај стварања друге Исламске заједнице; неподношљиво стање у погледу стандарда грађана, висок степен незапослености и несигурну будућност за младе, усвојена је „Политичка платформа о статусу Бошњака и питању Санџака у процесу демократизације Србије“.
БНС ће се снажно залагати за промјену постојећег Устава Србије, који никада није добио подршку бошњачког народа већ је наметнут, најблаже речено, сумњивим спровођењем референдума у санџачким општинама. Нови Устав би морао да уважи чињеницу да је Србија мултинационална и мултиконфесионална држава и уједно омогући да сви грађани Србије буду равноправни.
У области очувања идентитета и унапређења колективних права БНС ће тражити дјелимичну измјену закона који третирају ову материју, али прије свега њихову досљедну примјену како би се онемогућио паралелизам националних, вјерских и културних институција бошњачког народа у Републици Србији.
Полазећи и од чињенице да је Србија хетерогена држава у смислу изражених специфичности одређених подручја (културних, историјских, етничких, економских и др.) БНС ће се залагати се за асиметричну регионализацију Републике Србије и формирање више региона на које ће бити пренијет дио правних, политичких и економских надлежности. У том смислу би морали бити укинути већ постојећи окрузи и успостављена нова територијална организација Републике Србије. Према томе санџачке општине би чиниле посебан регион са центром у Новом Пазару и правом на прекограничну сарадњу са санџачким општинама у Црној Гори, стварајући претпоставке за функционалну сарадњу општина у виду прекограничне регије.
У свом економском програму БНС ће ставити акценат на довођење инвеститора у санџачке општине, како би се отворила нова радна мјеста и на тај начин младима омогућила перспектива живота на овим просторима. У том смислу потребно је усвојити Стратегију за младе.
У сарадњи са релевантним политичким субјектима, који одражавају вољу већинског народа у Републици Србији, БНС ће радити на превазилажењу предрасуда, као и на унапређењу и очувању заједничког живота у национално мјешовитим срединама. БНС сматра да ће рјешавање најзначајних питања од интереса за Бошњаке имати позитивне ефекте за све грађане, без обзира на њихову националну и вјерску припадност.

## Учешће у скупштини Србије
На изборима за Народну скупштину Србије, у мају 2012. године, БНС је наступила у коалицији „Покренимо Србију“, када је предсједник Мујо Муковић изабран за народног посланика.